# Piscinola
Piscinola (auch bekannt als Piscinola-Marianella) ist der 23. von den 30 Stadtteilen (Quartieri) der süditalienischen Hafenstadt Neapel. Er gehört zur nördlichen Peripherie von Neapel.

## Geographie und Demographie
Piscinola ist 3,55 Quadratkilometer groß und hatte im Jahr 2009 27.831 Einwohner.